# Liste der Naturdenkmale in Hoyerswerda
Die Liste der Naturdenkmale in Hoyerswerda nennt die Naturdenkmale in Hoyerswerda im sächsischen Landkreis Bautzen.

## Definition
„Naturdenkmäler sind rechtsverbindlich festgesetzte Einzelschöpfungen der Natur oder entsprechende Flächen bis zu fünf Hektar, deren besonderer Schutz erforderlich ist
1. aus wissenschaftlichen, naturgeschichtlichen oder landeskundlichen Gründen oder
2. wegen ihrer Seltenheit, Eigenart oder Schönheit.“

## Liste
Link zu einem Kartenansichtstool, um Koordinaten zu setzen.
| Bild                          | Bezeichnung                                             | Lage                                            | Beschreibung                                                                              | Datum | Nummer  |
| ----------------------------- | ------------------------------------------------------- | ----------------------------------------------- | ----------------------------------------------------------------------------------------- | ----- | ------- |
| mehr Fotos \| Fotos hochladen | Eichenreihe an der Elster - Lessinghaus                 | Hoyerswerda (51° 26′ 14,5″ N, 14° 14′ 43,4″ O)  |                                                                                           |       | A/B-009 |
| BW                            | Eiche vor dem Gasthof/Gehöft Zschorlich, Dörgenhausen   | Dörgenhausen (51° 24′ 56,2″ N, 14° 13′ 44,6″ O) |                                                                                           |       | B-073   |
| Fotos hochladen               | Winter-Linde an der Straße am Lessinghaus               | Hoyerswerda (51° 26′ 8,5″ N, 14° 14′ 40,6″ O)   |                                                                                           |       | B-083   |
| Fotos hochladen               | Blutbuche am Jürgen von Woyski-Park                     | Hoyerswerda (51° 26′ 8,4″ N, 14° 14′ 22,3″ O)   | Der morsche Baum wurde Ende 2019 gefällt. Am 20. Juni 2023 nur noch Baumstumpf vorhanden. |       | B-090   |
| BW                            | Teufelsmoor an der F 97 zwischen Neukollm und Bernsdorf | Schwarzkollm (51° 23′ 53,3″ N, 14° 6′ 53″ O)    |                                                                                           |       | HY346   |
| BW                            | Graureiherkolonie zwischen Knappenrode und Koblenz      | Knappenrode (51° 23′ 17″ N, 14° 19′ 33,1″ O)    |                                                                                           |       | HY351   |